# Papyrus 124

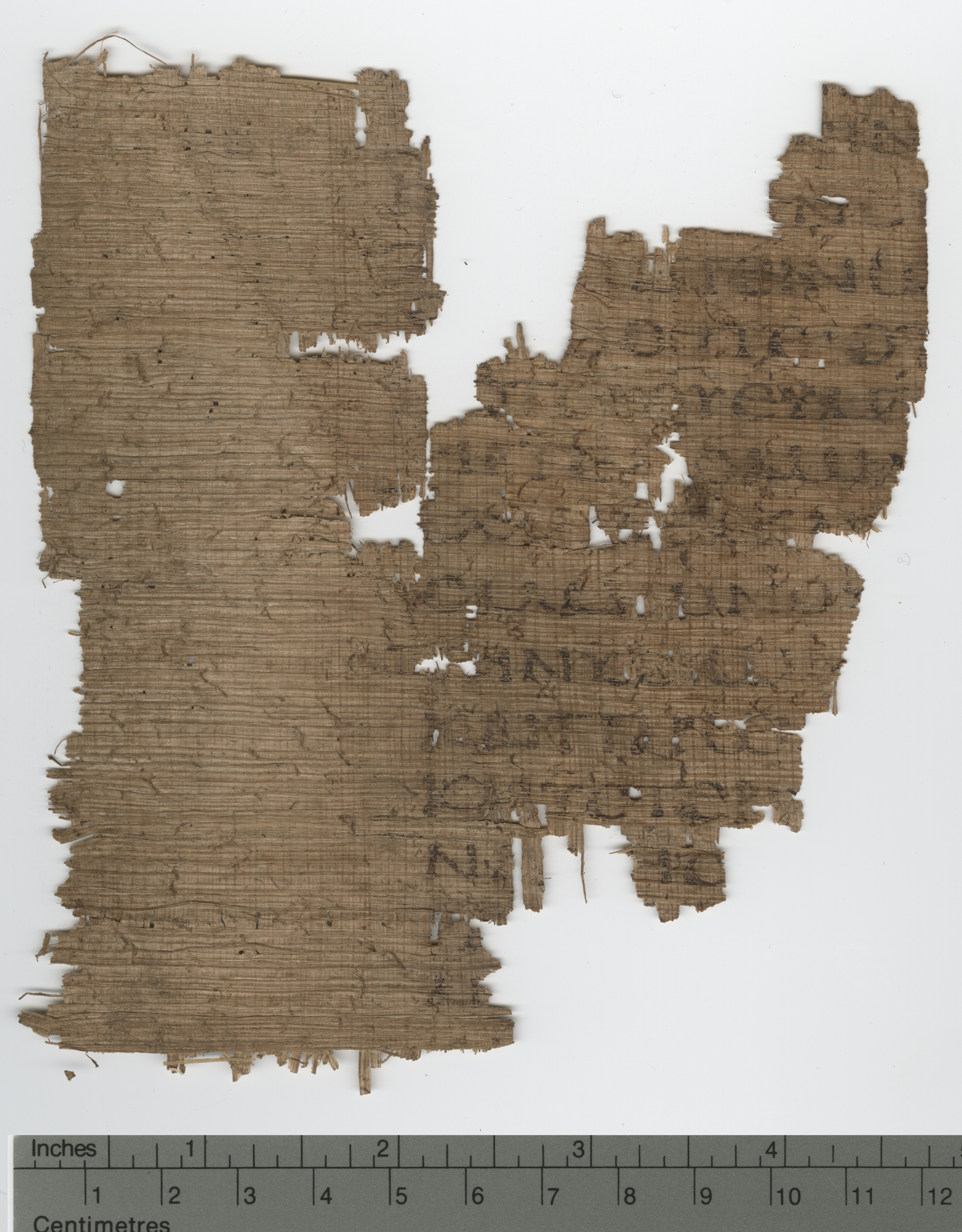
Papyrus 124 verso

Papyrus 124 (volgens de nummering van Gregory-Aland) of {\displaystyle {\mathfrak {P}}^{124}}, of P.Oxy. 4845, is een oud Grieks afschrift van het Nieuwe Testament op papyrus. Er zijn nog fragmenten over. Het bevat 2 Korintiërs 11:1-4; 6-9; er zijn slechts twee fragmenten van hetzelfde blad bewaard gebleven. Op grond van het schrifttype wordt een ontstaan in de 6e eeuw aangenomen.
Het wordt bewaard op de Papyrologie-afdeling van de Art, Archaeology and Ancient World Library in Oxford, Verenigd Koninkrijk, nr 4845.

### Officiële registratie
- "Continuation of the Manuscript List" Institute for New Testament Textual Research, Universiteit van Münster. Retrieved April 9, 2008